# Myriam Spiteri Debono
Myriam Spiteri Debono (Victoria, 25 oktober 1952) is een Maltese politica voor de Labour Party. Ze is sinds 2024 president van Malta en daarmee de derde vrouw die deze functie bekleedt, na Agatha Barbara en Marie Louise Coleiro Preca. Zij is ook de derde persoon uit Gozo die in dit ambt wordt benoemd, na Anton Buttigieg en Ċensu Tabone.

## Levensloop
Spiteri Debono werd geboren als Miriam Zammit in Victoria, als kind van Pawlu Zammit en zijn vrouw. Ze ontving haar opleiding op Gozo en ging later naar de Universiteit van Malta, waar ze Engelse literatuur en taalkunde studeerde, waarop ze in 1973 afstudeerde, en richtte de Socialist Students Union op. Ze studeerde aan dezelfde universiteit ook rechten en studeerde in 1980 af als notaris.
Haar eerste benoemingen in een openbaar ambt waren onder meer die van voorzitter van de raad van bestuur van coöperaties en als stichtend lid van de Gender Equality Commission.
Op 21 maart 2024 zou zij de koploper zijn die tot president van de Republiek Malta zou worden benoemd. De week erop werd dit bevestigd in een gezamenlijke verklaring van de kantoren van de premier en de leider van de oppositie. Het Huis van Afgevaardigden van Malta stemde unaniem voor de verkiezing van Spiteri Debono tot de 11e president van Malta op 27 maart 2024, waarmee zij de eerste president werd die werd gekozen op basis van de nieuwe constitutionele hervormingen van 2020, waaronder de nieuwe vereiste van twee derde van de goedkeuring van het parlement voor de presidentskandidaat.
Ze werd ingehuldigd op 4 april 2024.
Bij haar benoeming gaf ze toe technofoob te zijn; ze bezit een klaptelefoon en geeft er de voorkeur aan haar brieven en andere correspondentie aan een assistent te dicteren, waarbij ze e-mails achterlaat op een e-mailadres dat op naam van haar man staat.

## Persoonlijk
Spiteri Debono heeft het grootste deel van haar volwassen leven in Birkirkara gewoond. Ze was tot aan zijn dood op 24 juli 2025 getrouwd met notaris Anthony Spiteri Debono en ze hebben drie kinderen en vier kleinkinderen.
- Gemeinsame Normdatei: 1325270962
- Virtual International Authority File: 3663171267340434710009